# 팝콘 리그
팝콘 리그(Taiwan Baseball Summer League, TBSL, 爆米花夏季棒球聯盟, 爆米花聯盟)는 대만의 또 다른 프로야구로, 기존의 중화 직업봉구 대연맹에 대항하기 위해 설립됐다.

## 주최
대만 야구협회

## 리그 기간
2014년 5월 24일 ~ 8월 19일

## 참가 팀
합작 금고, 타이동처리산후, 타이중 웨이다, 송위에커지(Topco Falcons), 궈쉰, 타이완 전력

## 선수제한
외국인 용병 4명 제한

## 중계
웨이라이 스포츠 채널
1. ↑  고재완 (2018년 8월 25일). “한국전 나서는 대만팀 경계대상 1호 선수는 누구?”. 스포츠조선. 2023년 10월 27일에 확인함.